# اس‌اس رایت (تی-ای‌وی‌بی-۳)
اس‌اس رایت (تی-ای‌وی‌بی-۳) (به انگلیسی: SS Wright (T-AVB-3)) یک کشتی است که طول آن ۶۰۲ فوت (۱۸۳ متر) می‌باشد. این کشتی در سال ۱۹۶۹ ساخته شد.